# Ron Mesland
Ron Mesland (Drunen, 1963) is een Nederlands componist, zanger, liedjesschrijver en vertaler van onder andere musicals. Ook spreekt Mesland audioboeken in en is hij voice-over.
Vanaf 2018 maakt hij liedcomposities in de traditie van Poulenc en Franz Schubert. In 2019 werkte hij aan een liederencyclus: Kwatrijnen van Jacob Israel de Haan, die hij in 2022 voltooide. In 2023 verscheen de cyclus "Sexuele en geestelijke liederen", gebaseerd op gedichten van Arnold Spauwen.
Mesland zong in de jaren 2000-2010 in a-capella-theatergroep Mezzo Macho. Als jazzdiva alter ego Hella Holland doet hij sinds 1994 travestiecabaret, gecoacht door Hetty Blok. Ook was hij zanger en schrijver in Trio Zang Voor Vriendschap, met zangeres Marjolijn Weber, gitarist Steef Vellinga en pianist Eric Mink. Sinds 1990 is Mesland gespecialiseerd in liedvertalingen met als vroege fan onder anderen Jan Rot. Hij schreef (en vertaalde) honderden liedjes en gedichten. In 2009 maakte Mesland een vertaling van de musical "Bare" en in 2012 van het off-Broadway-succes "Zanna Don't" (Ja Zanna Nee Zanna) voor M-Lab. 

## Publicaties
Bladmuziek (compositie):

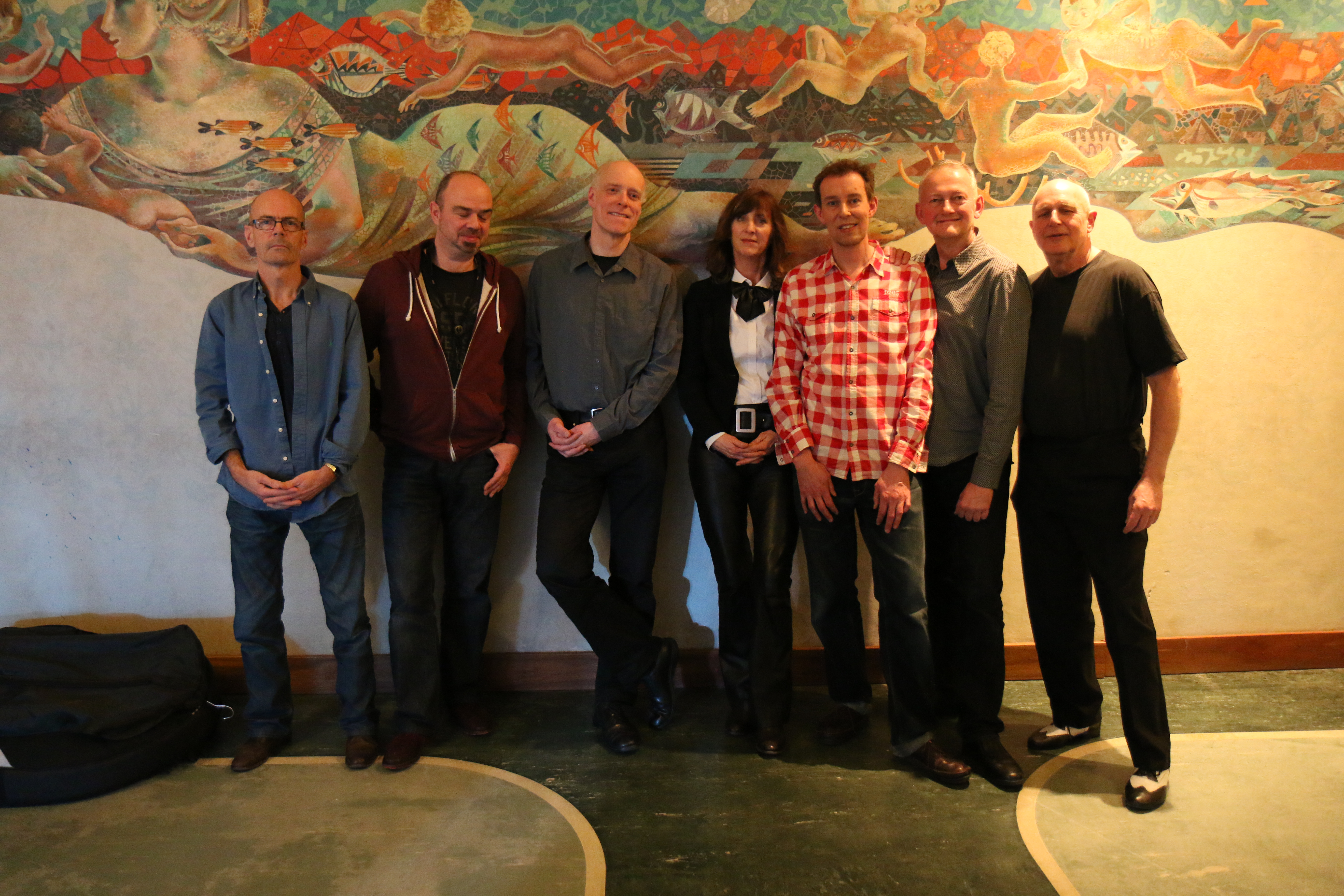
Cd-presentatie met Platland, 2014

- "Kwatrijnen van Jacob Israel de Haan": 40 liederen voor zang en piano (2022)
- "Sexuele en geestelijke liederen": 16 liederen voor zang en piano op tekst van Arnold Spauwen (2023)

Cd's:
- "Trio Zang Voor Vriendschap Zingt de 70er Jaren" (1992) eigen werk en vertaalde tophits van Trio Zang Voor Vriendschap
- "Hellun's Geloof Hoop en Lu-Lu-Liefde" (organisatie/productie van herdenkings-cd) (1992) m.m.v. onder anderen Hellun Zelluf, Zang Voor Vriendschap, Juan Tajes, Vera Springveer en Jan Rot.
- "Drugs Muziek en Erotiek" (1995), eigen werk en vertaalde hits van Trio Zang Voor Vriendschap
- "In the Whyland" – Mezzo Macho (2002)
- "Hella's muzikale alfabet" (2004), door alter ego Hella Holland
- "Mezzo Macho zingt Drs. P" (2004)
- "Donkere dagen" (2005), kerst-cd m.m.v. Hella Holland en Zang Voor Vriendschap
- "Uiterwaarden" (2007), vocale folkrock met de groep Platland. Bezetting onder anderen gitarist Paul Pallesen en harpiste Pien Tieman;
- "Hella Holland zingt liedjes van Ron Mesland" (2009) Verkrijgbaar op iTunes.
- "Nog even" met Platland. (Ron Mesland songbook 1) (2013), verkrijgbaar op iTunes / Spotify
- "Ik slaap meestal vroeg" met Platland. (Ron Mesland songbook 2) (2015) verkrijgbaar op iTunes / Spotify
- "Weer of geen weer" met Platland. (Ron Mesland songbook 3) (2016) verkrijgbaar op iTunes / Spotify

Dichtbundel:
- "Vlees Mevrouw" door alter ego Hella Holland (2006)

## Eigen en andermans producties (selectie)
- The Hellun Zelluf Show, door Guus Vleugel en Ton Vorstenbosch + Hellun's Kerstnacht – met onder andere Hellun Zelluf, Vera Springveer (1991)
- De Ware Liefde Show – met onder anderen Bep Mous, Jacques Herb. Hellun Zelluf Stichting (1993)
- "2002" – Ron + Zang Voor Vriendschap (intieme revue) met Steef Vellinga en Marjolijn Weber (1994)
- An international startrip with Trio Zang Voor Vriendschap – met onder anderen Marjolijn Weber en Klaas Ten Holt (1994)
- Buro Lelieblank – Ron Mesland + Zang Voor Vriendschap – met onder anderen Manfred Wijker, Annemieke Kruiswijk (1996)
- Wintergasten – Ron Mesland + Zang Voor Vriendschap – met onder anderen Marjolijn Weber, Ben v.h. Klooster en Eric Mink (1997)
- Asterion (toneel – hoofdrol) door Oleg Fersjtein. De Imagerie (1997)
- Vocht – cabaret, met Eric Mink (1997-99)
- Wilhelmina, je maintiendrai (toneel – diverse bijrollen), door Ton Vorstenbosch. Met onder anderen Cas Enklaar, Anne Wil Blankers (1999-2000)
- Intiem – Mezzo Macho (a capella theater) met onder anderen Wilbert Friederichs (2000)
- Wee Wee Wee – Ron + Zang Voor Vriendschap (2001)
- De Helden – Mezzo Macho (a capella theater) met onder anderen Jack Breikers (2002)
- Hella Holland Festival – travestiecabaret, met Steef Vellinga (2003-05)
- P Capella – Mezzo Macho zingt Drs. P, (2004-05)
- De Oogst – Mezzo Macho (a capella theater) met onder anderen Hans Scholing (2006-07)
- Hella Holland: the first 60 years (travestiecabaret) met onder anderen Wilbert Friederichs (2008)
- Wie eenzaam is gaat in de politiek – Ron / Hella Holland met onder anderen Annemieke Tetteroo (2010-11)
- De (nieuwe) ghostwriter - Ron / Hella Holland met onder anderen Arjen Arnoldussen (2016)
- Ron Mesland zingt Hella Holland - Ron / Hippolyte Holland met Steef Vellinga en Manfred Wijker (2017)
- De Bessie Passie - Ron / Hella Holland met onder anderen Wilbert Friederichs als Bessie Zoetekaas (2019)
- God of de knaap: kwatrijnen van Jacob Israël de Haan (div. uitvoeringen van deze liederencyclus, 2019-2024)
- Sexuele en geestelijke liederen (liederencyclus op tekst van A. Spauwen, met Maarten Hillenius, 2023)